# Ligne Aéroport Express du tramway de Toulouse
 (juin 2023).
La future ligne Aéroport Express, reprenant en partie le tracé de l'ancienne ligne T2 du tramway de Toulouse (qui était également connue sous l'appellation de ligne Envol durant sa construction) est une ligne du réseau du tramway de l'agglomération toulousaine qui sera mise en service à l'horizon 2026. Elle sera en correspondance avec la future ligne C du métro. 
L'ancienne ligne T2 a été mise en service le 11 avril 2015. Elle reliait le palais de justice de Toulouse à l'aéroport de Toulouse-Blagnac en 32 minutes avec une fréquence au quart d'heure. Son tracé reprenait en grande partie celui de la ligne T1 avec laquelle elle partageait 13 des 16 stations desservies.
Pour permettre les travaux d'adaptation, le service du T2 a pris fin le 5 juin 2023.

## Histoire

### Chronologie[6]
- Concertation publique du 26 avril 2010 au 12 mai 2010[7].
- Étude de conception à partir de juin 2010
- Enquête publique au printemps 2011
- 13 novembre 2012 : arrêté de déclaration d'utilité publique
- février 2013 à décembre 2014 : travaux de la ligne T2
- janvier 2015 à mars 2015 : essais et marche à blanc
- 11 avril 2015 : mise en service de la ligne T2
- 6 juin au 18 juillet 2019 : enquête publique sur la transformation en Aéroport Express
- 5 juin 2023 arrêt de la ligne T2 pour travaux, et remplacement de la partie toulousaine par un renforcement du T1

### Genèse du projet

L'Aéroport Toulouse-Blagnac.

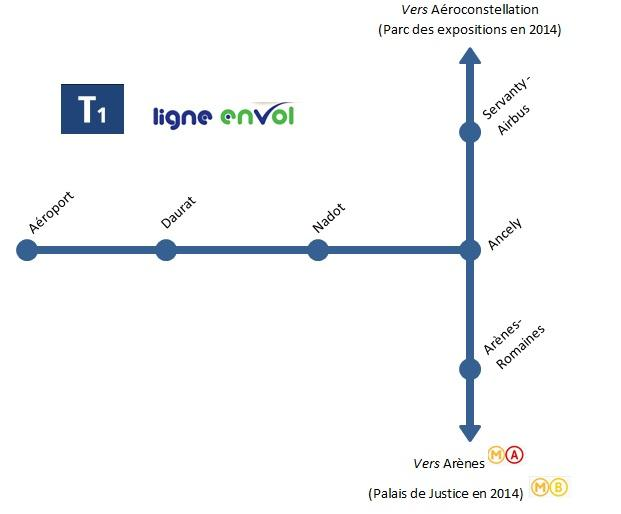
Tracé de la ligne, sous son nom initial, Envol.

Bien qu'il desserve la ville de Blagnac le tracé de la ligne T1 ne proposait pas d'arrêt au niveau de l'un des emplacements clefs de la commune, l'aéroport de Toulouse-Blagnac, les voies en étant distantes d'environ huit cents mètres.
Pour pallier ce manque, deux idées ont été proposées. La première consistait en la création d'un tramway reliant directement l'aéroport à la gare Matabiau. Ce projet s'est révélé trop cher et a rapidement été abandonné. À la place un projet visant à créer une antenne de la ligne T1 a été choisi. Cette option se révélant bien moins chère et rendant possible la desserte des entreprises aéronautiques implantées proches de l'aéroport telles qu'Airbus et ATR. Cette option a été votée par le Syndicat Mixte des Transports en Commun (SMTC - Tisséo) en 2010.
Pour réaliser cette antenne, deux possibilités de tracé : une première « nord » rejoignant la ligne T1 entre les stations Grand Noble et Odyssud-Ritouret (place des Marronniers). L'autre possibilité « sud » se séparant de la ligne T1 plus au sud entre les stations Ancely et Servanty permettant de desservir la plupart des entreprises implantées proches de l'aéroport et un trajet plus direct mais en ne desservant pas de nouvelles habitations.
C'est finalement le tracé « sud », d'une longueur de 2 375 mètres, qui a été retenu. Il a été privilégié car il desservait plusieurs quartiers résidentiels mais surtout près de 14 000 emplois, contrairement au corridor nord qui ne dessert que 7 000 emplois.
Il se sépare de la ligne T1 à hauteur du rond-point Jean Maga et assure la desserte de trois nouvelles stations, Nadot, Daurat et Aéroport son terminus.

### Lancement
Dans le cadre de la préparation au lancement, des dispositions spécifiques ont été prises afin de procéder aux derniers tests :
- du 16 au 27 mars 2015, des rames ont circulé sans voyageurs entre le terminus Aéroport et la station Purpan ;
- du 30 mars au 10 avril 2015, une rame sur trois au départ de Palais de Justice faisait son terminus à la station Ancely[11].

Une cérémonie d'inauguration était initialement prévue le 10 avril 2015 mais le président de Tisséo a choisi de l'annuler en raison d'un mouvement social conduisant à un contexte qui n'était pas, selon lui, « propice à la valorisation institutionnelle ». Un autre mouvement social avait par le passé conduit à la reconduction du lancement de la ligne T1.
C'est donc sans inauguration que le service a débuté le 11 avril 2015.

## Desserte

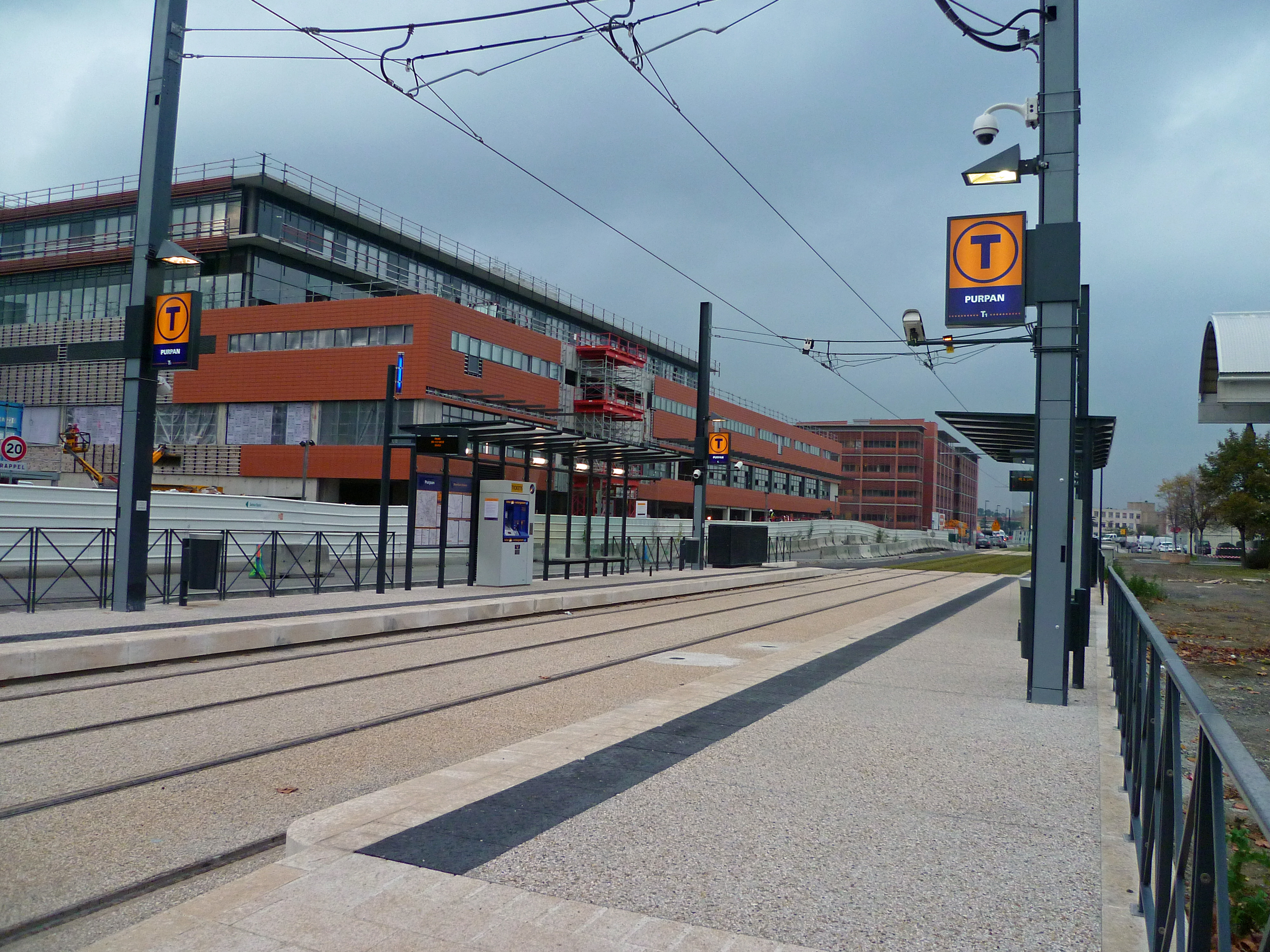
Station Purpan.

La ligne fonctionnait tous les jours avec une fréquence au quart d'heure durant les plages horaires suivantes :
- 5 h 57 à 23 h 58 (du dimanche au jeudi, 0 h 20 les vendredi et samedi) depuis l'aéroport ;
- 5 h 35 - 23 h 41 au départ de la station Arènes vers l'aéroport (en 21 minutes) ;
- 5 h 50 à 23 h 30 au départ de la station Palais-de-Justice vers l'aéroport (en 32 minutes).

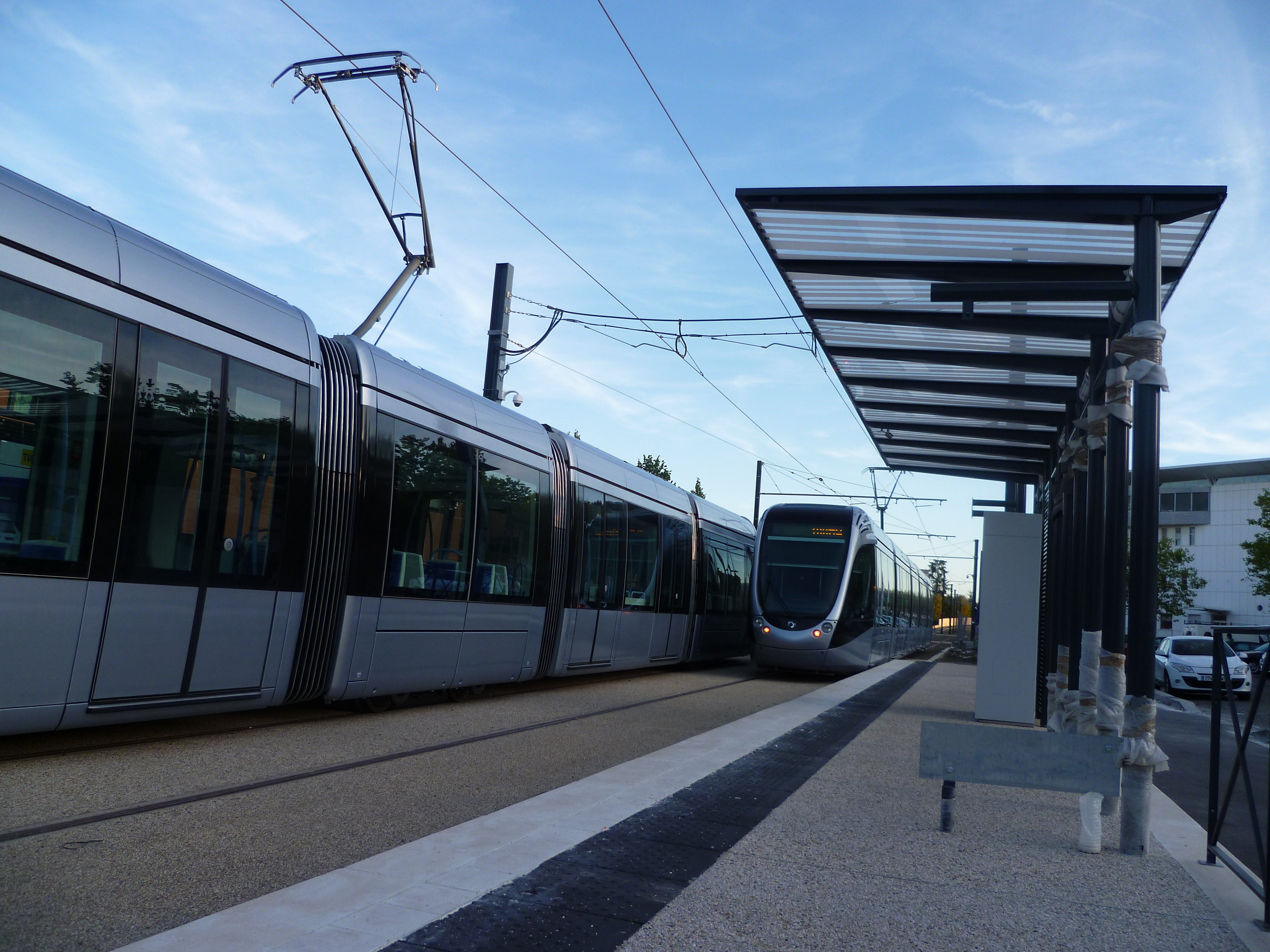
Essais à la station Purpan en septembre 2010.

### Stations et correspondances

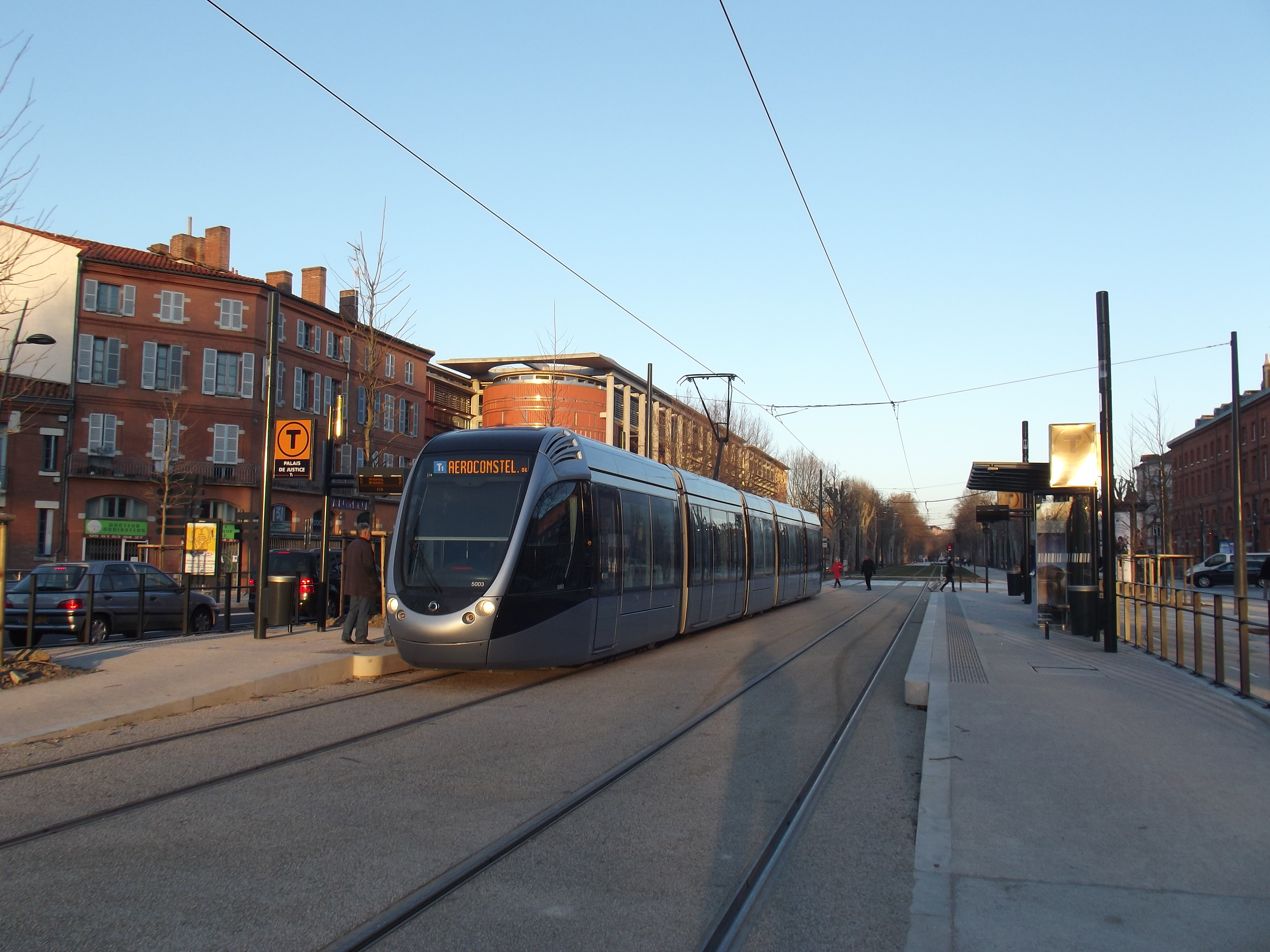
Tram au Palais-de-Justice.

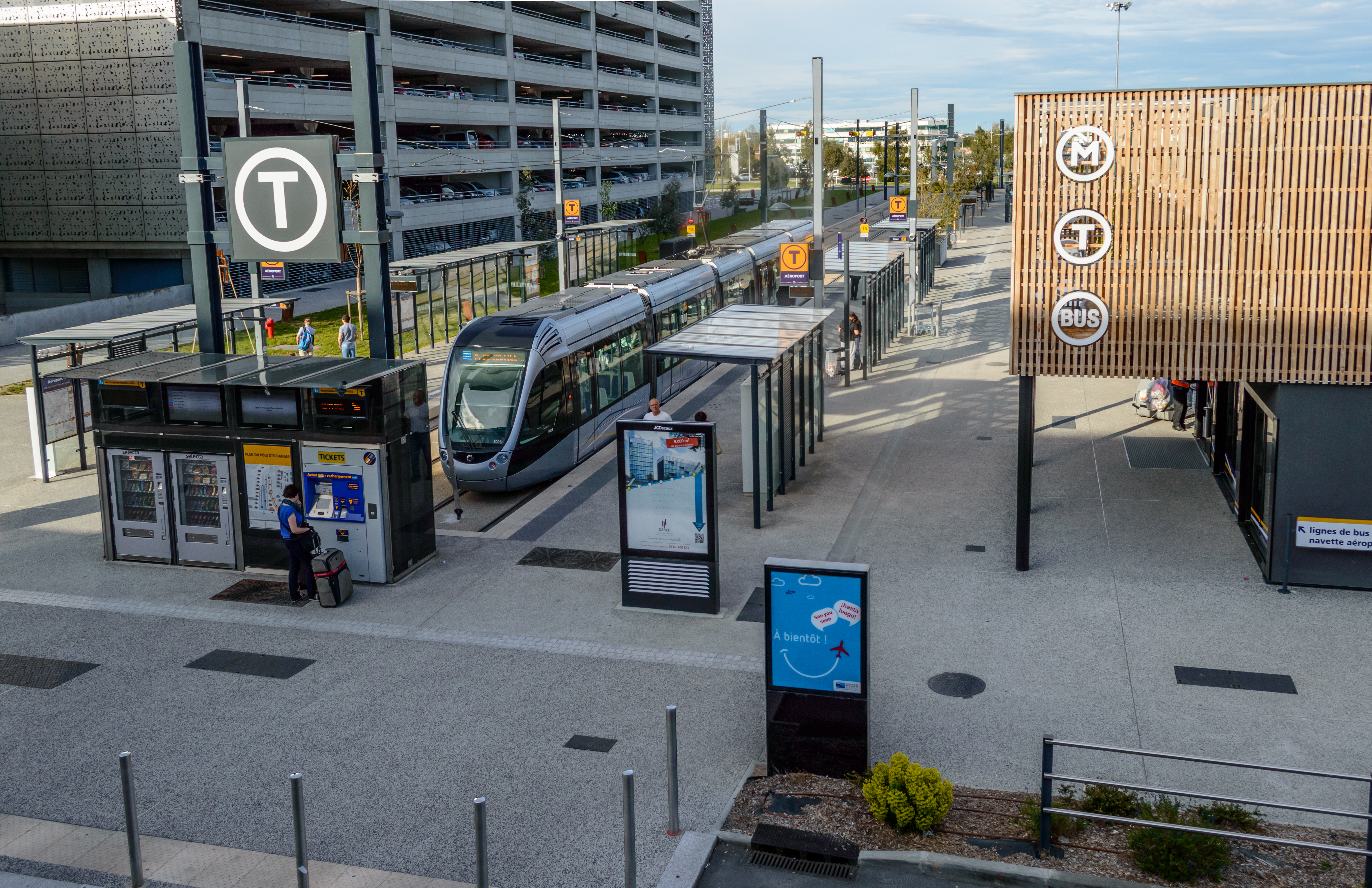
Tram au terminus Aéroport.

|  |   |  | Stations | Coordonnées                 | Commune  | Correspondances Tisséo                                                                                     | Réseau LiO / TER |  |
|  | - |  | -------- | --------------------------- | -------- | --- | ---------------- |  |
|  | ■ |  | Aéroport | 43° 37′ 53″ N, 1° 22′ 29″ E | Blagnac  | 30 |                  |  |
|  | • |  | Daurat   | 43° 37′ 44″ N, 1° 22′ 46″ E | Blagnac  | |                  |  |
|  | • |  | Nadot    | 43° 37′ 29″ N, 1° 23′ 08″ E | Blagnac  | |                  |  |
|  | ■ |  | Blagnac  | 43° 37′ 18″ N, 1° 23′ 45″ E | Toulouse | Métro de Toulouse · Ligne TAE du métro de Toulouse · Tramway de Toulouse · Ligne T1 du tramway de Toulouse |                  |  |

Les terminus et les principaux pôles d'échanges sont indiqués en gras

### Correspondances
- Avec la ligne T1, sur 13 stations entre Palais-de-Justice et Ancely ;
- Avec la ligne B à la station Palais-de-Justice ;
- Avec les Linéo L4 et L5 à Croix de Pierre ;
- Avec les lignes A, C et Linéo L2 et L3 à la station Arènes ;
- Avec les Linéo L2 et L3 à Hippodrome ;
- Avec la Linéo L2 à Cartoucherie ;

### Impact sur le réseau
L'ouverture au public de cette ligne s'est accompagnée de changements sur le reste du réseau Tisséo :
- Aéroport : ajout d'un arrêt à Pont du Béarnais ;
- 66 : déplacement du terminus de l'Aéroport à l'arrêt Pelletier Purpan.

## Aéroport Express
Il est prévu à échéance de la mise en service de la ligne du C du métro de transformer la ligne T2 en « Aéroport Express » (TAE) détachée du T1 avec une tarification spéciale. La correspondance avec le métro se ferait par des ascenseurs de grande capacité à la nouvelle station Blagnac. En outre, les rames Citadis — une partie des rames actuelles circulant sur les lignes T1 et T2 — seront reconditionnées dans le cadre de l’opération de rénovation à mi-vie de ce matériel, qui aura alors une quinzaine d’années et recevront une livrée et un aménagement specifique. Des carrefours seraient dénivelés afin de séparer le tramway des flux routiers. Le coût total des travaux serait de 45 millions d'euros.
La fréquence passera à une rame toutes les 5 min (contre 15 min aujourd’hui) et le temps de parcours pour Blagnac - Aéroport sera de 6 minutes (soit 22 minutes pour Matabiau - Aéroport).
Une enquête publique sur cette évolution a été réalisée du 6 juin au 18 juillet 2019.